# روابط ماکسول (ترمودینامیک)
برای معادلات ماکسول در الکترومغناطیس ببینید:معادلات ماکسول
روابط ماکسول (به انگلیسی: Maxwell relations) در ترمودینامیک،مجموعه‌ای از روابط می‌باشند که از تعریف پتانسیل ترمودینامیکی مشتق شده‌است.نکته مهم در مورد این معادلات که موجب اهمیت این معادلات شده‌است،امکان محاسبه پارامترهایی چون آنتروپی با استفاده از پارامترهایی چون فشار و دما است.زیرا آنتروپی یا انرژی درونی را نمی‌توان به صورت تجربی از طریق آزمایش یا اندازه‌گیری محاسبه کرد و سه پارامتر دما،فشار و حجم در روابط ترمودینامیکی به طریق اندازه‌گیری قابل محاسبه است.

## تعریف
چهار معادله پایین،شکل اصلی و متداول‌تر معادلات ماکسول است.
{\displaystyle +\left({\frac {\partial T}{\partial V}}\right)_{S}=-\left({\frac {\partial P}{\partial S}}\right)_{V}\qquad ={\frac {\partial ^{2}U}{\partial S\partial V}}}
{\displaystyle +\left({\frac {\partial T}{\partial P}}\right)_{S}=+\left({\frac {\partial V}{\partial S}}\right)_{P}\qquad ={\frac {\partial ^{2}H}{\partial S\partial P}}}
{\displaystyle +\left({\frac {\partial S}{\partial V}}\right)_{T}=+\left({\frac {\partial P}{\partial T}}\right)_{V}\qquad =-{\frac {\partial ^{2}A}{\partial T\partial V}}}
{\displaystyle -\left({\frac {\partial S}{\partial P}}\right)_{T}=+\left({\frac {\partial V}{\partial T}}\right)_{P}\qquad ={\frac {\partial ^{2}G}{\partial T\partial P}}}
که در این معادلات پتانسیل تابعیست از متغیرهای حرارتی و مکانیکی طبیعی:
{\displaystyle U(S,V)\,} - انرژی درونی
{\displaystyle H(S,P)\,} - آنتالپی
{\displaystyle A(T,V)\,} - انرژی آزاد هلمولتز
{\displaystyle G(T,P)\,} - انرژی آزاد گیبس